# Женская сборная Австралии по волейболу
Женская национальная сборная Австралии по волейболу (англ. Australia women's national volleyball team) — представляет Австралию на международных волейбольных соревнованиях. Управляющей организацией выступает Австралийская федерация волейбола (AVF).

## История
Австралийская федерация волейбола была основана в 1963 году. В 1968 она вступила в Международную федерацию волейбола (ФИВБ).
Дебют женской сборной Австралии в официальных соревнованиях состоялся в 1973 году, когда она приняла участие в первом чемпионате Океании, прошедшем в австралийском Сиднее. На нём хозяйки соревнований одержали победу. Через два года также в Австралии (в Мельбурне) был проведён первый чемпионат Азии, в котором кроме азиатских сборных участвовали и представители Океании — сборные Австралии и Новой Зеландии. В своём дебютном матче на турнире австралийские волейболистки в трёх сетах уступили национальной команде Японии. Затем последовала победа над новозеландками 3:0 и поражения с одинаковым счётом 0:3 от Южной Кореи и Китая. Итогом для хозяек чемпионата стало 4-е место.
Войдя в четвёрку лучших и на следующем азиатском волейбольном первенстве, прошедшем в 1979 году, женская сборная Австралии квалифицировалась на первый для себя чемпионат мира. В 1982 году в Перу австралийки на предварительном этапе проиграли сборной СССР 0:3 и победили команду Чили 3:1 и вышли во второй групповой раунд. В дальнейшем по ходу мирового чемпионата австралийские волейболистки с одинаковым счётом 0:3 проиграли 6 матчей подряд и стали в итоге 12-ми.
В последующие годы сборная Австралии регулярно пыталась пройти отбор на чемпионаты мира, но после 1982 это ей удалось лишь раз — в 2002 году. На первой групповой стадии мирового первенства в Германии австралийки потерпели 5 поражений в 5 матчах и выбыли из дальнейшего розыгрыша.

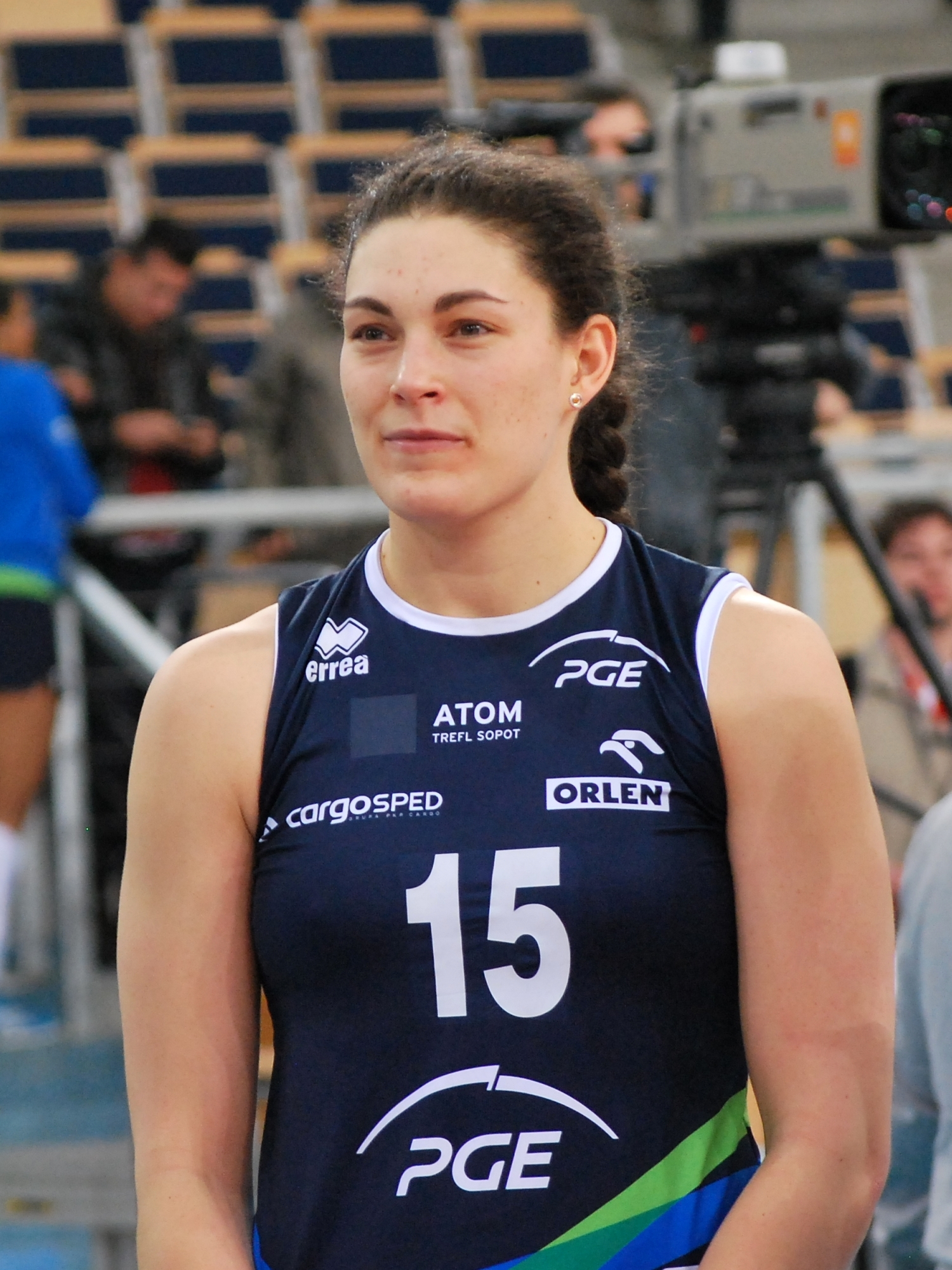
Рэчел Рурк

Олимпийские игры 2000 года проходили в австралийском Сиднее и сборная Австралии на правах хозяйки соревнований приняла участие в волейбольном турнире Олимпиады. В своей группе предварительного этапа австралийские волейболистки победили сборную Кении и четырежды проиграли остальным соперникам, вполне ожидаемо выбыв из борьбы за награды уже на первой стадии турнира. В дальнейшем среди участников квалификационных турниров Олимпийских игр женская национальная команда Австралии не значилась.
В чемпионатах Азии высшим достижением сборной Австралии по прежнему остаются четвёртые места, занятые её в 1975 и 1979 годах. В последующие годы австралийки не пропустили ни одного континентального первенства, но занимали на них позиции во второй половине первой десятки итоговой классификации.
В 2014 году женская сборная Австралии решением ФИВБ включена в число участников Гран-при в рамках программы развития волейбола в Океании. Основные надежды в атаке у волейболисток с зелёного континента связаны с лучшей волейболисткой страны Рэчел Рурк, с 2010 года выступающей в сильнейших национальных лигах Европы. Итогом же дебюта австралийской национальной команды в Гран-при стало лишь предпоследнее — 27-е — место.
В 2015 австралийская сборная на международной арене продолжала держаться весьма скромно. На чемпионате Азии волейболистки с зелёного континента стали 9-ми из 14 участвовавших команд. В Гран-при австралийки на предварительной стадии проиграли все свои 6 матчей, но тем не менее были включены в финальную стадию в качестве организаторов финала четырёх. На нём команда Австралии дважды уступила своим соперникам, но в итоговой классификации Гран-при заняла 24-е место, опередив 4 сборные, хотя в турнире не выиграла ни разу. Следует заметить, что на обоих турнирах сезона за команду Австралии не выступала её лучший игрок Рэчел Рурк, что не замедлило негативно сказаться на результатах.

## Результаты выступлений и составы

### Олимпийские игры
| - 1964 — не участвовала - 1968 — не участвовала - 1972 — не участвовала - 1976 — не квалифицировалась - 1980 — не квалифицировалась - 1984 — не квалифицировалась - 1988 — не квалифицировалась - 1992 — не квалифицировалась | - 1996 — не квалифицировалась - 2000 — 9—10-е место - 2004 — не участвовала - 2008 — не участвовала - 2012 — не участвовала - 2016 — не участвовала - 2020 — не квалифицировалась - 2024 — не участвовала |

- 2000: Рена Мэйкок, Маджелла Браун, Элизабет Бретт, Рэчел Уайт, Кристи Мокотупу, Селина Скоубл, Сандра Боуэн, Тамсин Барнетт, Присцилла Раддл, Луиз Боуден, Беатрис Дэли, Анджела Кларк. Тренер — Брэд Сэндон.

### Чемпионаты мира
| - 1952 — не участвовала - 1956 — не участвовала - 1960 — не участвовала - 1962 — не участвовала - 1967 — не участвовала - 1970 — не участвовала - 1974 — не участвовала - 1978 — не участвовала - 1982 — 12-е место - 1986 — не квалифицировалась | - 1990 — не квалифицировалась - 1994 — не квалифицировалась - 1998 — не квалифицировалась - 2002 — 21—24-е место - 2006 — не квалифицировалась - 2010 — не участвовала - 2014 — не квалифицировалась - 2018 — не квалифицировалась - 2022 — не квалифицировалась - 2025 — не квалифицировалась |

- 2002: Адриенн Мари, Маджелла Браун, Анна Мэйкок, Дженнифер Хиллер, Кристи Мокотупу, Сандра Боуэн, Толотир Леаламануа, Тамсин Барнетт, Присцилла Раддл, Роуэна Морган, Луиз Боуден, Эйлин Романовски. Тренер — Марк Барнард.

### Гран-при
В розыгрышах Гран-при 1993—2013 сборная Австралии участия не принимала.
- 2014 — 27-е место (7-е в 3-м дивизионе)
- 2015 — 24-е место (4-е в 3-м дивизионе)
- 2016 — 27-е место (7-е в 3-м дивизионе)
- 2017 — 26-е место (2-е в 3-м дивизионе)

- 2014: Катарина Осадчук, Николь Каннингем, Софи Годфри, Тара Уэст, Оливия Орчард, Рэчел Рурк, Лорен Бертолаччи, Ребекка Уолтер, Элизабет Кэри, Элиза Хайнс, Сара Чот, Джессика Ридер. Тренер — Марк Барнард.
- 2015: Джессика Ридер, Софи Годфри, Рианнон Тукер, Лорен Бертолаччи, Шэ Слоан, Ханна Мартин, Катарина Осадчук, Ребекка Уолтер, Элизабет Кэри, Джессика Макмиллан, Беккара Палмер, Дженнифер Сэдлер, Джорджина Роу, Элиза Хайнс. Тренер — Марк Барнард.
- 2016: Рианнон Уотт, Софи Годфри, Элис де Инносентис, Шэ Слоан, Ханна Мартин, Джейми-Ли Морроу, Кэтлин Беттнэй, Элизабет Кэри, Ребекка Рив, Дануся Сипа-Борго, Дженнифер Садлер, Джессика Расселл-Круше, Софи Пэйн, Карли Хайнс. Тренер — Шэннон Уинзер.
- 2017: Дженнифер Тэйт, Софи Пэйн, Софи Годфри, Элис де Инносентис, Ханна Мартин, Джейми-Ли Морроу, Катарина Осадчук, Дженнифер Садлер, Кэтрин Чен, Элизабет Кэри, Ребекка Рив, Келли Лин, Рэчел Рурк, Элиза Хайнс. Тренер — Шэннон Уинзер.

### Кубок претендентов ФИВБ
- 2018 — 5—6-е место

- 2018: Дженнифер Тэйт, Микаэла Стивенс, Кэтлин Беттней, Келли Лин, Джейми-Ли Морроу, Катари на Осадчук, Дженнифер Садлер, Кэтрин Чен, Элизабет Кэри, Ребекка Рив, Агнешка Кудзела, Катрина Джэнсен. Тренер — Шэннон Уинзер.

### Чемпионат Азии
| - 1975 — 4-е место - 1979 — 4-е место - 1983 — 7-е место - 1987 — 7-е место - 1989 — 7-е место - 1991 — 6-е место - 1993 — 10-е место - 1995 — 6-е место - 1997 — 7-е место - 1999 — 6-е место - 2001 — 6-е место | - 2003 — 9-е место - 2005 — 10-е место - 2007 — 8-е место - 2009 — 9-е место - 2011 — 10-е место - 2013 — 9-е место - 2015 — 9-е место - 2017 — 10-е место - 2019 — 9-е место - 2023 — 8-е место |

- 1975: Сью Дэнзи, Дениз Эванс, Сью Фишер, Джули Келахер, Мирва Корхонен, Дайана Мэджи, Линн Ньюмэн, Марта Остермайер, Ингрид Рандва, Айджа Раннико, Мэнди Риджуэй, Джен Столл.
- 2009: Флёр Холмс, Рашель Брэммер, Тара Уэст, Анна Мэйкок, Ханна Росс, Роуэна Морган, Лорен Бертолаччи, Бет Кэри, Луиз Бэтс, Дани Стотт, Рианнон Уотт, Нейра Борчич. Тренер — Аманда Филдинг.
- 2011: Рэчел Рурк, Анна Мэйкок, Хайке Йенсен, Дженнифер Дэй, Тарша Праски, Лорен Бертолаччи, Натали Фростик, Оливия Орчард, Луиз Бэтс, Эрин Росс, Рианнон Уотт, Сара Чот. Тренер — Полин Мэнсер.
- 2013: Тара Уэст, Луиз Бэтс, Софи Годфри, Дженнифер Дэй, Оливия Орчард, Шэ Слоан, Сара Чот, Рэчел Рурк, Катарина Осадчук, Таллиша Харден, Элизабет Кари. Тренер — Полин Мэнсер.
- 2015: Джессика Ридер, Фоби Белл, Рианнон Тукер, Лорен Бертолаччи, Шэ Слоан, Ханна Мартин, Катарина Осадчук, Ребекка Уолтер, Элизабет Кэри, Ханна Росс, Джессика Макмиллан, Джорджина Роу. Тренер — Марк Барнард.
- 2017: Дженнифер Тэйт, Софи Пэйн, Софи Годфри, Келли Лин, Ханна Мартин, Джейми-Ли Морроу, Дженнифер Седлер, Кэтрин Чен, Элизабет Кэри, Ребекка Рив, Катрина Джэнсен, Элисса Блоуз. Тренер — Шэннон Уинзер.
- 2019: Тара Малэнд, Микаэла Стивенс, Кэтлин Беттней, Дженнифер Тэйт, Джейми-Ли Морроу, Дженнифер Седлер, Данусия Сипа-Борго, Элизабет Кэри, Ребекка Рив, Моник Стоянович, Агнешка Кудзела, Рэчел Рив, Катрина Джэнсен, Эленоа Синг. Тренер — Мартин Коллинз.

### Кубок Азии
- 2008 — 7-е место
- 2010 — не участвовала
- 2012 — не участвовала
- 2014 — не участвовала
- 2016 — не участвовала
- 2018 — 7-е место
- 2022 — 8-е место

- 2008: Адриенн Мари, Рашель Брэммер, Оливия Орчар, Эрин Росс, Тарша Праски, Конни Бёрнс, Луиз Бэтс, Дани Стотт, Тэмми Кёртис, Нейра Борчич. Тренер — Аманда Филдинг.
- 2018: Дженнифер Тэйт, Микаэла Стивенс, Элис де Инносентис, Келли Лин, Джейми-Ли Морроу, Дженнифер Садлер, Элизабет Кэри, Ребекка Рив, Моник Стоянович, Агнешка Кудзела, Элисса Блоуз, Рэчел Рурк. Тренер — Шэннон Уинзер.

### Азиатский Кубок вызова
- 2023 — 6-е место
- 2024 — 4-е место

## Состав
Сборная Австралии в розыгрыше Азиатского Кубка вызова 2024
| №  | Имя, фамилия    | Год рождения | Рост | Амплуа      | Клуб                           |
| -- | --------------- | ------------ | ---- | ----------- | ------------------------------ |
| 3  | Микаэла Стивенс | 1998         | 179  | связующая   | «Хольц» Хойсвайлер             |
| 4  | Кэтлин Типпинг  | 2000         | 190  | нападающая  | «Мельбурн Вайперс»             |
| 7  | Алексия Заммит  | 2004         | 176  | связующая   | Университет Пейс (Нью-Йорк)    |
| 8  | Элайша Симс     | 2002         | 170  | либеро      | «Роте-Рабен» Фильсбибург       |
| 9  | Эмма Бёртон     | 1997         | 181  | нападающая  | «Квинсленд Пайретс» Брисбен    |
| 11 | Кассандра Додд  | 2004         | 188  | центральная | «Канберра Хит»                 |
| 12 | Лорен Кокс      | 2002         | 193  | центральная | «Хямеэнлинна»                  |
| 14 | Кэтлин Уинкап   | 2005         | 180  | нападающая  | «Перт Стил»                    |
| 19 | Кэйси Хоган     | 1998         | 183  | нападающая  | Университет Невады (Лас-Вегас) |
| 20 | Кэмерон Заджер  | 2006         | 176  | нападающая  | «Аделаида Сторм»               |
| 21 | Сара Бёртон     | 2002         | 185  | центральная | «Перт Стил»                    |
| 23 | Элла Шаборт     | 2005         | 188  | нападающая  | Бингемтонский университет      |
| 25 | Кара Инскип     | 2000         | 185  | центральная | «Лиига Плоки» Пихтипудас       |
| 26 | Элайсс Хислоп   | 1999         | 189  | центральная | «Чекерс» Перт                  |

- Главный тренер — Расселл Борго.
- Тренер — Кэтрин Чен.